# Smodicum pacificum
Smodicum pacificum là một loài bọ cánh cứng trong họ Cerambycidae.